# Wacław Humnicki
Wacław Humnicki herbu Gozdawa – podstoli bełski w 1737 roku, podstarości i sędzia grodzki horodelski w 1732 roku, miecznik lwowski w latach 1732-1735, sędzia kapturowy województwa bełskiego w 1733 roku.